# Garfield, Kansas
Garfield är en ort i Pawnee County i Kansas. Vid 2010 års folkräkning hade Garfield 190 invånare.